# Slobodan Jovanović
Slobodan Jovanović (Novi Sad, 3 dicembre 1869 – Londra, 12 dicembre 1958) è stato un politico jugoslavo.
È stato Presidente del Consiglio Ministeriale del Regno di Jugoslavia dal gennaio 1942 al giugno 1943.
Di professione giurista, è raffigurato sulla banconota da 5000 dinari serbi.
È stato presidente dell'attuale Accademia serba delle scienze e delle arti.